# رکس هارتویگ
 رکس هارتویگ (انگلیسی: Rex Hartwig؛ زادهٔ ۲ سپتامبر ۱۹۲۹) یک تنیس‌باز اهل استرالیا است.